# Pontaubert
Pontaubert település Franciaországban, Yonne megyében. Lakosainak száma 361 fő (2022. január 1.). Pontaubert Annéot, Avallon és Vault-de-Lugny községekkel határos.

## Népesség
A település népességének változása:
| Lakosok száma | 396  | 399  | 408  | 385  | 376  | 366  | 363  | 361  | 361  |
|               | 2013 | 2015 | 2016 | 2017 | 2018 | 2019 | 2020 | 2021 | 2022 |